# Emicida
Emicida, pseudonimo di Leandro Roque de Oliveira (San Paolo, 17 agosto 1985), è un rapper e cantante brasiliano.

## Biografia
Emicida ha vinto i suoi primi due MTV Video Music Brasil nel 2009, uno al video dell'anno (per Então Toma!) e uno all'artista dell'anno. Sobre crianças, quadris, pesadelos e lições de casa... (2015), certificato oro dalla Pro-Música Brasil e candidato per un Latin Grammy, contiene il brano doppio platino Passarinhos e quello d'oro Baiana.
Ha vinto il suo primo Latin Grammy con l'album in studio AmarElo, premiato con il riconoscimento al miglior album rock o alternativo in lingua portoghese, nonché certificato oro dalla PMB per le oltre 40 000 unità equivalenti. Anche l'omonimo brano ha ricevuto una certificazione, quella di doppio platino.
È stato inoltre candidato cinque volte per l'MTV Europe Music Award al miglior artista brasiliano, l'ultima nel 2020. Nell'ambito del Prêmio Multishow de Música Brasileira, invece, ha trionfato in due categorie.
Nell'aprile 2025 è risultato l'artista col maggior numero di candidature (4) all'edizione annuale del Prêmio da Música Brasileira.

## Discografia

### Album in studio
- 2013 – O glorioso retorno de quem nunca esteve aqui
- 2015 – Sobre crianças, quadris, pesadelos e lições de casa...
- 2017 – Língua franca
- 2019 – AmarElo

### Album dal vivo
- 2021 – AmarElo: Ao vivo

### EP
- 2010 – Sua mina ouve meu rep tamém
- 2011 – Doozicabraba e a revolução silenciosa
- 2022 – Emicida

### Mixtape
- 2009 – Pra quem já mordeu um cachorro por comida, até que eu cheguei longe...
- 2010 – Emicídio

### Singoli
- 2011 – Triunfo
- 2011 – Quero ver quarta-feira (con Mart'nália)
- 2011 – Avua besouro
- 2013 – Hoje cedo (feat. Pitty)
- 2013 – Aos olhos de uma criança
- 2013 – Papel, caneta e coração
- 2014 – Crisântemo (feat. Dona Jacira)
- 2015 – Bonjour (feat. Féfé)
- 2017 – Yasuke (Bendito, louvado seja)
- 2017 – Ela (con Rael, Capicua e Valete)
- 2017 – A chapa é quente (Língua franca) (con Rael)
- 2017 – Avuá (con Rael, Kamau, Coruja BC1 e Drik Barbosa)
- 2017 – Oásis (con Miguel)
- 2018 – Pantera negra
- 2018 – Como tudo deve ser
- 2018 – Kilariô (con Os Ímpares)
- 2018 – Selvagem (con Drik Barbosa, Stefanie, Dory de Oliveira, Fióti e Souto MC)
- 2018 – Inácio da Catingueira
- 2018 – Levanta e anda (con i Barbatuques)
- 2018 – Rap do motoboy (con Fióti)
- 2019 – Mil coisas (feat. Drik Barbosa)
- 2019 – Vital
- 2019 – Eminência parda (feat. Dona Onete, Jé Santiago & Papillon)
- 2019 – Final dos tempos
- 2019 – AmarElo (con Majur e Pabllo Vittar)
- 2019 – Libre (con gli Ibeyi)
- 2020 – Quem tem um amigo (tem tudo)
- 2020 – Sementes (con Drik Barbosa)
- 2020 – Os Inimigos Estão Próximos 2.0 (con DBS Gordão Chefe e Srta. Paola)
- 2020 – Trevo, figuinha e suor na camisa (con Ivete Sangalo)
- 2020 – Mulheres não têm que chorar (con Ivete Sangalo)
- 2020 – É tudo pra ontem (con Gilberto Gil)
- 2021 – Descobridor (con i Lagum)
- 2022 – Sobe junto (con Drik Barbosa e Matuê)
- 2022 – Melhor remédio (con i Melim)
- 2023 – Senzala e favela (con Wilson das Neves e Chico Buarque)
- 2023 – Maria (con Dino d'Santiago)
- 2024 – Acabou, mas tem...
- 2024 – Céu (con Boombeat e Cynthia Luz)
- 2025 – A laje (con i BaianaSystem e Melly feat. Kandace Lindsey)

## Tournée
- 2008/09 – Turnê triunfo
- 2010/12 – Turnê emicídio
- 2013/15 – Turnê o glorioso retorno
- 2015/18 – Turnê sobre crianças e tudo mais
- 2017 – Emicida canta cartola
- 2020 – Turnê amarElo